# Heli Rantanen
Heli Orvokki Rantanen (* 26. Februar 1970 in Lammi) ist eine ehemalige finnische Leichtathletin. Bei einer Körpergröße von 1,74 m betrug ihr Wettkampfgewicht 72 kg.

## Karriere
Ihr Debüt in der Erwachsenenklasse feierte die Speerwerferin Heli Rantanen 1990 bei den Europameisterschaften als Zwölfte mit 53,98 m. Bei den Weltmeisterschaften im folgenden Jahr wurde sie mit 60,96 m Neunte.
Bei den Olympischen Spielen 1992 warf Heli Rantanen den Speer in der Qualifikation auf 63,98 m. Im Finale wurde sie mit 62,34 m Sechste. 1993 folgte ein elfter Platz bei den Weltmeisterschaften mit 53,14 m nach 60,56 m in der Qualifikation. Ausgerechnet bei den Europameisterschaften 1994 in Helsinki fehlte die Werferin wegen Verletzung. 
Bei den Weltmeisterschaften 1995 qualifizierte sich Rantanen mit 60,34 m. Erstmals konnte sie sich dann gegenüber der Qualifikation deutlich verbessern und belegte mit 65,04 m den vierten Platz. Während die Weißrussin Natalja Schikolenko mit 67,56 m klar gewann, lagen die zweitplatzierte Rumänin Felicia Țilea-Moldovan mit 65,22 m und Rantanens Landsfrau Mikaela Ingberg mit 65,16 m nur wenige Zentimeter vor Rantanen. 
Die Olympischen Spiele 1996 in Atlanta wurden dann der Karrierehöhepunkt der Heli Rantanen. Mit neuer persönlicher Bestleistung von 66,54 m wurde sie Zweite der Qualifikation hinter Tilea. Im Finale konnte sie sich auf 67,94 n steigern und gewann vor der Australierin Louise McPaul und der Norwegerin Trine Hattestad. 
Auf einen zehnten Platz bei den Weltmeisterschaften 1997 mit 62,64 m folgte dann bei den Europameisterschaften 1998 noch ein fünfter Platz mit 62,34 m.
Finnische Leichtathleten haben über viele Jahre die Geschichte der olympischen Leichtathletik entscheidend geprägt, vor allem im Langstreckenlauf und im Speerwurf. Heli Rantanen war nach 100 Jahren Geschichte der modernen Olympischen Spiele die erste finnische Leichtathletin, die einen Olympiasieg erringen konnte.